# Pinus leiophylla
Espèce
Statut de conservation UICN

 LC  : Préoccupation mineure
Pinus leiophylla est une espèce de conifères de la famille des Pinaceae.

## Répartition

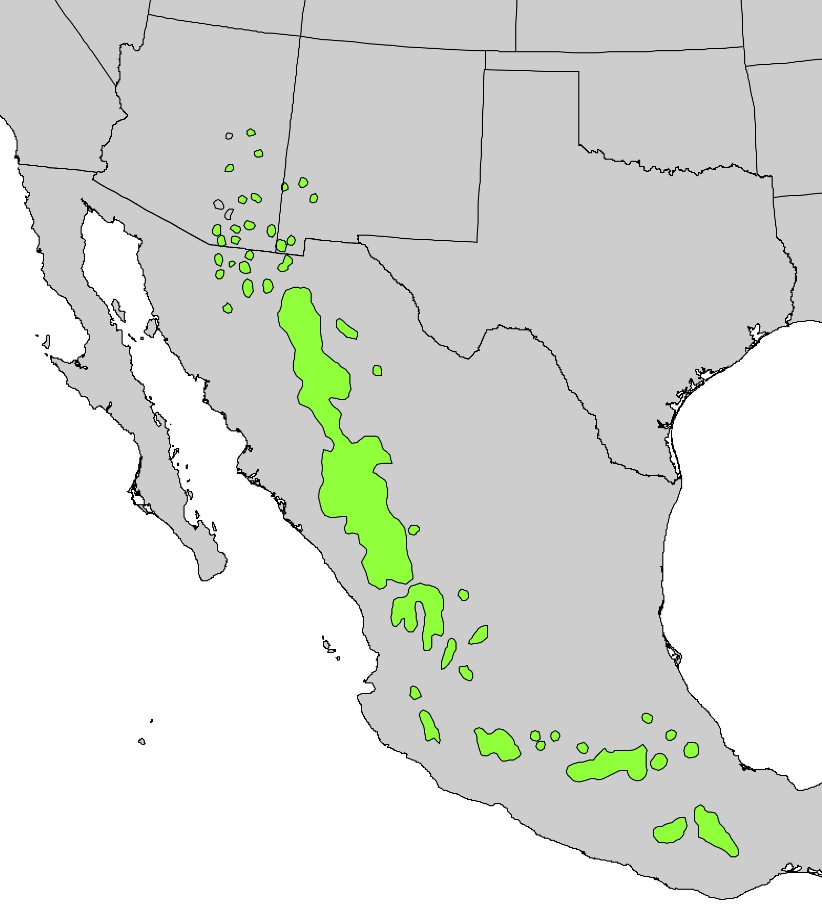
Carte de répartition de Pinus leiophylla.

Pinus leiophylla se trouve au Mexique et dans le sud-ouest des États-Unis. 

## Liste des sous-espèces et variétés
Selon Catalogue of Life (7 août 2014) :
- variété Pinus leiophylla var. chihuahuana
- variété Pinus leiophylla var. leiophylla

Selon World Checklist of Selected Plant Families (WCSP) (7 août 2014) :
- variété Pinus leiophylla var. chihuahuana (Engelm.) Shaw (1909)
- variété Pinus leiophylla var. leiophylla

Selon The Plant List (7 août 2014) :
- variété Pinus leiophylla var. chihuahuana (Engelm.) Shaw

Selon Tropicos (7 août 2014) (Attention liste brute contenant possiblement des synonymes) :
- sous-espèce Pinus leiophylla subsp. chihuahuana (Engelm.) A.E. Murray
- sous-espèce Pinus leiophylla subsp. leiophylla
- variété Pinus leiophylla var. chihuahuana (Engelm.) Shaw
- variété Pinus leiophylla var. leiophylla